# Österreichischer Frauen-Fußballcup 1976/77
Der Österreichische Frauen-Fußballcup wurde in der Saison 1976/77 unter dem Namen Frauen-Fußball-Cup, ausgerichtet vom Wiener Fußball-Verband, zum fünften Mal ausgespielt. Den Pokal gewann zum ersten Mal der FS Elektra Wien.

## Teilnehmende Mannschaften
Für den österreichischen Frauen-Fußballcup hätten sich anhand der Teilnahme der Liga der Saison 1976/77 folgende 7(!!) Mannschaften, die nach der Saisonplatzierung der Saison 1975/76 geordnet sind, qualifiziert. Teams, die als durchgestrichen gekennzeichnet sind, nahmen zwar an der Saison 1975/76 teil, waren in dieser Saison in der Meisterschaft nicht spielberechtigt und spielten daher nicht um den Pokal mit.
| Damenliga Ost (7) |
| --- |
| - USC Landhaus (W) (C) - DFC Ostbahn XI (W) - SV Kagran (W) - SV Elektra Wien (W) - USC Halbturn (B) - SV Enzesfeld-Hirtenberg (NÖ) - SC Drasenhofen (NÖ) (N) - ESV Parndorf (B) (N) |
| Erläuterungen Länderkürzel: (B): Burgenland, (NÖ): Niederösterreich, (W): Wien |

| (C) | amtierender Cupsieger 1975/76    |
| (N) | Neuaufsteiger der Saison 1976/77 |

## Turnierverlauf
Es liegen keine Informationen über Ergebnisse der Cuprunden vor dem Finale vor.
Finale

Das Finale wurde im Franz-Horr-Stadion in Wien ausgetragen
| Datum        |                 | Ergebnis |              |
| ------------ | --------------- | -------- | ------------ |
| keine Angabe | FS Elektra Wien | 2:0      | USC Landhaus |